# Гюнтер Закс
Фриц Гюнтер Закс (на немски: Fritz Gunter Sachs) (14 ноември 1932 г. – 7 май 2011 г.) е бизнесмен, колекционер, режисьор, фотограф, автор от Германия, придобил и швейцарско гражданство.
Произхожда (по майчина и бащина линия) от родове на индустриалци. Поради начина си на живот, особено като младеж в периода 1960 – 1970 г., се нарежда сред плейбой иконите за своето време. Жени се 3 пъти, втората му съпруга е Бриджит Бардо (1966).
Като млад се занимава със спорт (бобслей), по-късно придобива слава като фотограф и режисьор. Той е известен колекционер на произведения на изкуството, открива своя художествена галерия. Става собственик на Bobclub St. Moritz – клуб по бобслей в Санкт Мориц, Швейцария.
Занимава се с астрология и нейната връзка с математиката и статистиката.